# Petter Rudi
Petter Normann Rudi (Molde, 17. rujna 1973.) je umirovljeni norveški nogometaš i dugogodišnji nacionalni reprezentativac. Svoju 16 godina dugu karijeru je završio 2007. u belgijskom K.A.A. Gentu.

## Karijera
Petter Rudi je rođen u norveškom gradu Moldeu gdje je 1991. započeo profesionalnu karijeru u istoimenom klubu. Kao igrač Moldea bio je na jednogodišnjim posudbama u Gentu i Perugiji.
Igrača je u listopadu 1997. u Sheffield Wednesday doveo trener David Pleat. Za novi klub je debitirao u utakmici protiv Tottenham Hotspura a zbog vlastitog stila igre postao je popularan među navijačima Wednesdayja. Standardnim igračem je postao sljedeće sezone nakon što je klub preuzeo Ron Atkinson. Za klub je ukupno nastupio u 76 prvenstvenih utakmica te je postigao 8 pogodaka.
Petter Rudi se nakon 2000. dva puta vraćao u Molde dok je do kraja karijera još nastupao za Lokeren, Germinal Beerschot, Austriju Beč i K.A.A. Gent.
Za norvešku reprezentaciju Rudi je debitirao 1995. te je njezinim članom bio do 2006. U tom razdoblju je ostvario 46 nastupa te postigao 3 gola.

### Osvojeni klupski trofeji
| Norveška | Norveška     | Norveška        |
| Klub     | Natjecanje   | Sezona / godina |
| -------- | ------------ | --------------- |
| Molde    | Norveški kup | 1994.           |
| Molde    | Norveški kup | 2005.           |

## Vanjske poveznice
- Petter Norman Rudi (en.Wiki)